# Ziba cloveri
Ziba cloveri is een slakkensoort uit de familie van de Mitridae. De wetenschappelijke naam van de soort is voor het eerst geldig gepubliceerd in 1971 door Cernohorsky.